# 尖萼车前
尖萼车前（学名：Plantago cavaleriei）为车前科车前属下的一个种。

## 扩展阅读
- 維基物種上的相關：尖萼车前